# 莫赫曼德特区

联邦直辖部落地区

莫赫曼德特区，是巴基斯坦联邦直辖部落地区的一个特区。总面积1956平方公里，总人口334,453(1998)。行政中心位于Ghalanai。
该地区地势多山，不利于农业生产。